# Evgheni Oneghin (operă)
Evgheni Oneghin  (titlul original: în rusă Евгений Онегин) este o operă în trei acte (șapte tablouri), compusă de Piotr Ilici Ceaikovski, al cărui libret a fost scris de Ceaikovski și Konstantin Șilovski. Prima reprezentație a operei Evgheni Oneghin a avut loc la „Малый театр” (în română Teatrul Mic) în Moscova la 29 martie 1879, de către studenții conservatorului, sub conducerea lui Nikolai Rubinstein. Deoarece lucrarea s-a bucurat de o primire bună din partea publicului, a fost introdusă în repertoriul teatrelor de operă, prima reprezentație de acest fel având loc la 23 ianuarie 1881 pe scena Teatrului Mare din Moscova. 
„Dându-și seama de caracterul cu totul deosebit al lucrării sale față de aspectul tradițional al spectacolelor de operă, compozitorul și-a intitulat opera sa „Scene lirice”, accentul principal fiind pus pe dezvăluirea dramatismului lăuntric al trăirilor sufletești ale personajelor.”

## Personaje
- Larina, moșiereasă (mezzo-soprană)
- Tatiana, fiica ei cea mare (soprană)
- Olga, fiica ei cea mică (alto)
- Filipevna (Niania), bătrâna doică (mezzo-soprană)
- Lenski, un moșier vecin, poet (tenor)
- Eugen Oneghin, moșier vecin (bariton)
- Triquet, un francez (tenor)
- cneazul Gremin (bas)
- Zarețki, secondant (bas)
- căpitanul (bas)
- Guillot, valetul lui Oneghin (rol mut)
- Cor: țărani, țărance, culegători de fructe de pădure, fete, invitați, ofițeri.

## Rezumat
O introducere orchestrală, fundamentată pe o melodie visătoare, redă imaginea tinerei Tatiana. Melodia devine tot mai plină de tensiune dramatică, pevestind evenimentele care vor tulbura echilibrul ei sufletesc.

### Actul I
Tabloul 1. Grădina de pe moșia Larin.
Larina și bătrâna doică Niania, fierb dulceață la umbra unui copac, ascultând cântecul celor două surori, visătoarea Tatiana și Olga cea veselă, care se aude prin fereastra deschisă a conacului. În timp ce lucrează, Larina își amintește de visele propriei tinereți și de deziluzia cauzată de realitatea unei căsătorii de conveniență și lipsită de pasiune. 
Un grup de țărani se întorc de la seceriș cântând și îi aduc stăpânei un cadou de mulțumire, urându-i sănătate. La îndemnul ei, țăranii și țărăncile cântă un cântec vesel, însoțit de jocuri. Auzind cântecele, își fac apariția și fiicele Larinei. Tatiana cu firea ei visătoare, având o carte în mână se retrage pe o bancă, dar Olga, cea plină de viață, ia parte la veselie. Larina a mulțumit țăranilor pentru urări și îi poftește în casă, unde Niania îi servește cu vin.
Se aude apropiindu-se zurgălăii unei trăsuri și apare logodnicul Olgăi, vecinul poet Lenski. El nu vine singur ci însoțit un oaspete, Oneghin, un prieten din tinerețe. Larina merge să pregătească masa, iar tinerii rămân în grădină. Oneghin se apropie politicos de Tatiana care fascinată simte din prima clipă că are în fața ochilor ei pe bărbatul atât de mult dorit în visurile ei de fată.
 
În acest timp, Lenski îi mărturisește Olgăi dragostea sa (Arioso lui Lenski). La puțin timp, apare Larina să-i invite pe toți la masă.
Tabloul 2. Camera Tatianei.
Tatiana a fost profund impresionată de întâlnirea cu Oneghin. Neputând dormi, o roagă pe doica îngrijorată Niania, să povestească despre viața ei și despre prima ei dragoste. Dar în loc de pasiune și dragoste, ea povestește doar despre căsătoria ei forțată și timpurie. Tatiana framântată de gândurile dragostei puternice care a pus stăpânire pe ea, nu poate de loc să doarmă. Deodată se hotărăște să-i scrie lui Oneghin o scrisoare în care își mărturisește dragostea pentru el (scena scrisorii: Orice-ar fi, vreau să știu). A doua zi dimineață, ea a rugat-o pe doică să-și trimită fiul la Oneghin cu scrisoarea.
Tabloul 3. O altă parte a grădinii.
Tinerele fete de pe moșie culeg vesele fructe în grădină, cântând. 
Tatiana îl așteaptă pe Oneghin nerăbdătoare, cu inima cât un purice, presimțind parcă un răspuns dureros. Acesta apare în sfârșit, simțindu-se onorat de încrederea Tatianei, dar îi dă să înțeleagă că nu este potrivit pentru o căsătorie, din cauza firii sale instabile. Tatiana este profund dezamăgită și își vede visele distruse (Arie). 
Din nou se aude cântecul tinerelor culegătoare, care se îndepărtează tot mai mult. Tatiana cu inima zdrobită, se îndepărtează cu Oneghin la braț.

### Actul II
Tabloul 4. O sală în conacul Larin
Se sărbătorește ziua onomastică a Tatianei și toți invitații se distrează dansând (Vals). Oaspeții se bucură de varietatea vieții rusești de la țară, altminteri monotonă. Oneghin dansează cu Tatiana și aude oaspeții bârfind despre el. Enervat, Oneghin îl învinovățește pe Lenski că l-a dus la festivitate și decide din răzbunare să o curteze puțin pe Olga. Pentru asta, a invitat-o de mai multe ori să danseze, iar ea a acceptat cochet. Când Lenski îi reproșează asta, ea râde de el și îi pedepsește gelozia continuând să danseze mai departe cu Oneghin.
Înainte ca situația să escaladeze, dansul se întrerupe la apariția lui Triquet, un francez care locuiește pe moșia vecină a unuia dintre invitați, care dă o mică serenadă în cinstea Tatianei (Cuplet). 
Petrecerea e în toi, toți dansează acuma o mazurcă. Când Oneghin văzându-și prietenul încruntat, îl întreabă pe Lenski motivul proastei sale dispoziții, acesta din urmă îi face serioase reproșuri. Disputa se intensifică în cele din urmă iar Lenski îl provoacă pe Oneghin la duel. Acesta își dă seama că a împins lucrurile prea departe dar e prea târziu, așa că acceptă provocarea. Sub privirile consternate ale oaspeților și a familiei Larin, cei doi pleacă în grabă de la serbare.
O scurtă introducere orchestrală prevestește sfârșitul tragic ce va urma.
Tabloul 5. Câmpie lângă malul unui râu.
Lenski îl așteaptă împreună cu secondantul său Zarețki pe Oneghin, la locul unde se va ține duelul. Gânduri negre îl fac pe tânărul poet să aibă o pesimțire sumbră. Se gâdește la chipul gingaș al Olgăi  (Aria lui Lenski: De ce? De ce, v-ați depărtat?). Într-un târziu apare Oneghin. Când Zarețki îl întreabă despre secondantul său, Oneghin îl prezintă pe Guillot, valetul său, care de fapt nu este în concordanță cu clasa sa socială. Cu toate acestea, Lenski decide ca duelul să continue. Cei doi își amintesc din nou de vechea lor prietenie, fiecare în gând recunoaște absurditatea acestui duel dar din mândrie nici unu nu face pasul spre împăcare. Cei doi dueliști primesc pistoalele încărcate și când Zarețki dă ordinul pentru începerea duelului, Oneghin îl doboară mortal pe Lenski.

### Actul III
Tabloul 6. Sală în palatul cneazului Gremin
Invitații dansează o poloneză, după aceea iau loc și discută între ei. Oneghin care după mulți ani petrecuți în străinătate tocmai s-a întors în patrie, este printre ei. Nici măcar un bal în casa prințului Gremin nu poate risipi goliciunea sa interioară, neliniștea și sentimentele de vinovăție. A încercat prin călătoriile sale prelungite în întreaga lume, să scape de remușcările din cauza uciderii în duel a prietenului său, Lenski.
 Orchestra interpretează acum o ecoseză iar oaspeții încep iarăși să danseze.
În mijlocul invitaților își face apariția soția elegantă a prințului Gremin la brațul acestuia. Oneghin este uimit și impresionat recunoscând în persoana ei pe Tatiana. Prințul nebănuitor i-o prezintă și îi descrie fericirea alături de mult mai tânăra Tatiana, cu care este căsătorit de doi ani (Arie). În Oneghin se aprinde acum pasiunea până acuma lui necunoscută, pentru Tatiana maturizată (Arisoso).
Tabloul 7. Salon în palatul lui Gremin
Tatiana apare cu o scrisoare de la Oneghin prin care acesta i-a dat întâlnire. Ea se confruntă cu teamă de amintirile trecutului. Oneghin apare în cele din urmă și cade în genunchi în fața ei, rugâd-o să-l ierte și să se întoarcă la el. Tatiana îi amintește cum a respins rece cândva iubirea ei sinceră. De ce o dorește acum când i-a jurat credință soțului ei? La declarațiile lui înflăcărate de dragoste, Tatiana nu-și poate ascunde sentimentele, recunoscând că îl iubește și acum. Oneghin o îndeamnă să fugă cu el, dar ea venindu-și în fire, se desprinde din îmbrățișarea lui refuzându-l pentru totdeauna și lasându-l pradă disperării.

## Structura operei
- Introducere

### Actul I
Tabloul 1
- 1 Duet și cvartet
- 2 Cor și dansul țăranilor
- 3 Scenă și arioso Olga
- 4 Scenă
- 5 Scenă și cvartet
- 6 Scenă și arioso Lenski
- 7 Scena finală

Tabloul 2
- 8 Introducere și scena cu doica
- 9 Scena scrisorii
- 10 Scenă și duet

Tabloul 3
- 11 Corul fetelor
- 12 Scenă și aria lui Oneghin

### Actul II
Tabloul 4
- 13 Intermezzo și vals cu scenă și cor
- 14 Scenă și cupletul lui Triquet
- 15 Mazurca și scenă
- 16 Final

Tabloul 5
- 17 Introducere, scenă și aria lui Lenski
- 18 Scena duelului

### Actul III
Tabloul 6
- 19 Poloneză
- 20 Scenă, ecoseză și aria cneazului Gremin
- 21 Scenă, arioso Oneghin și ecoseză

Tabloul 7
- 22 Scenă finală

## Arii celebre
- Duetul Tatianei cu Olga (actul I);
- Scena scrisorii (Tatiana, actul I);
- Aria lui Onegin (actul I);
- Vals (actul II);
- Aria lui Lenski (actul II);
- Polca (actul III);
- Aria lui Gremin (actul III).

## Galerie

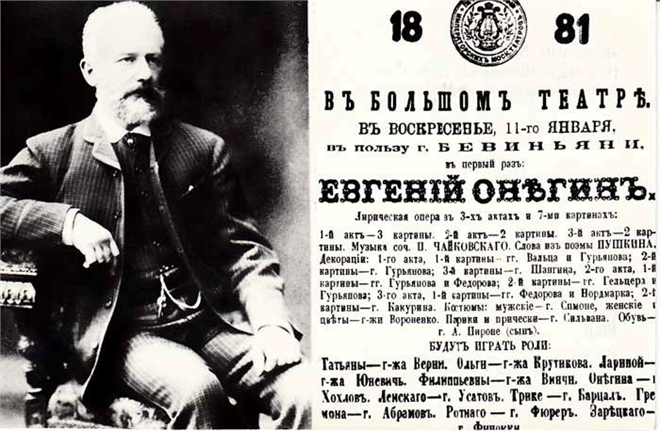
Afiș la premiera operei „Evgheni Oneghin” (23 ianuarie 1881)
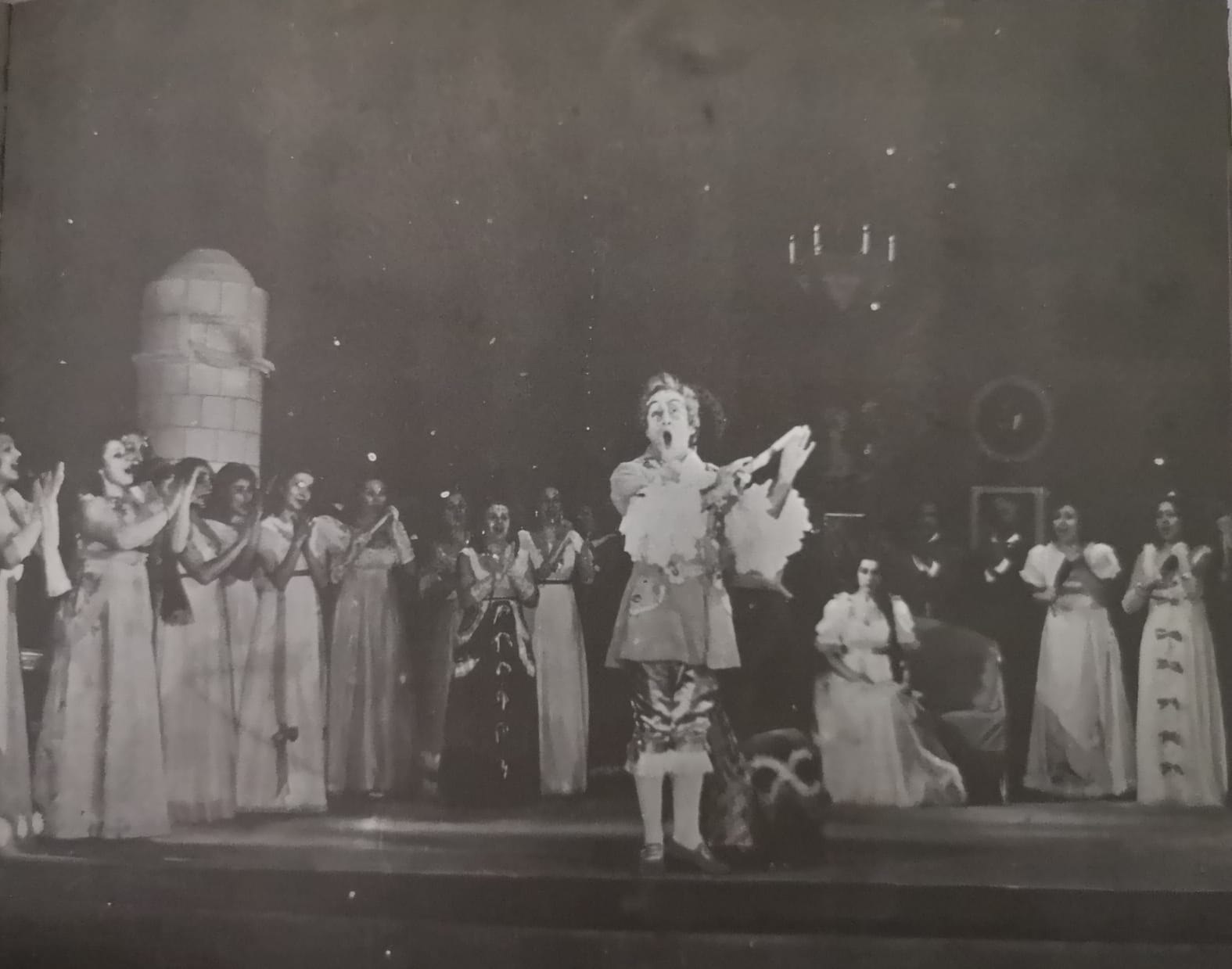
Ion Durdun în opera „Evgheni Oneghin”, T. N. de Operă  „Nae Leonard”
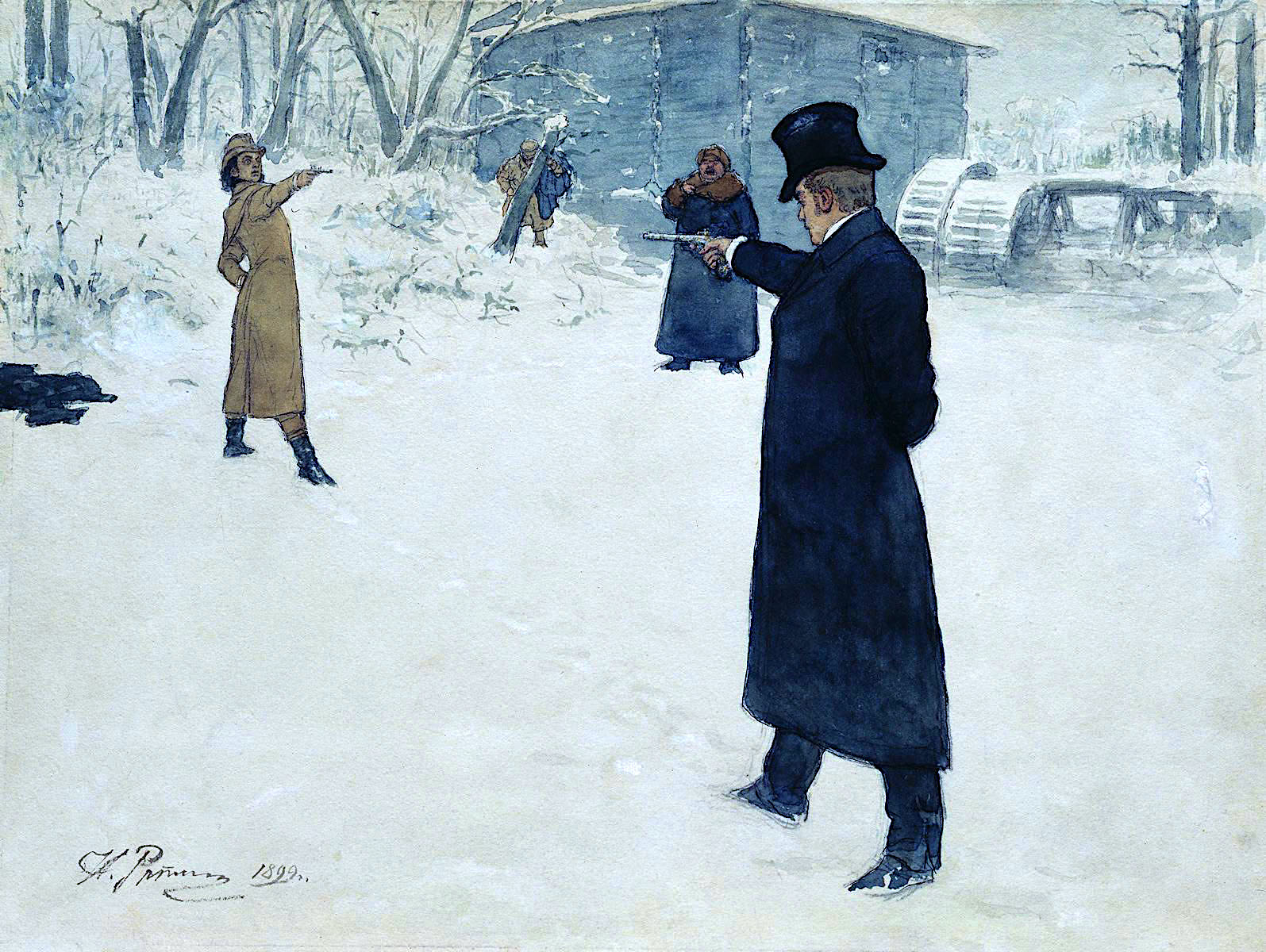
Duelul dintre Oneghin și Lenski (de Repin)

Premiera la Opera Națională București a avut loc la 22 martie 2009.